# Ixthuluh
Ixthuluh war eine Krautrock-Band aus Österreich. Die Band kann keinem festen Genre zugeordnet werden. Begonnen 1975/76 als Jazzrockband, wechselte der Stil der Band schon bald in eine Richtung, die unter Psychedelic Rock eingeordnet werden kann.

## Bandgeschichte
Gegründet wurde die Band (die sich ab Frühjahr 1976 Ixthuluh nannte) 1975 von Dita Lasser (Gitarre, Gesang), James Geiblinger (Bass), Max Wedl (Saxophon) und Michael Brandstetter (Schlagzeug). Anfangs inspiriert durch Bands wie Can, Gato Barbieri oder Van der Graaf Generator, begannen sie früh die Suche nach dem eigenen Sound.
Die Band kaufte 1977 einen Bauernhof und aus der Band Ixthuluh wurde das Kollektiv Ixthuluh.
1979 trennte sich Werner Ponesch von dem zwischenzeitlich gegründeten Schallplattenvertrieb Ixthuluh, der zu einem bedeutenden Independent-Label in Österreich wurde.
Insgesamt sieben CDs dokumentieren den Werdegang der Band. 2020 wurde von noise appeal records eine Vinyl-LP mit Aufnahmen aus 1980 veröffentlicht.
Ende 1981 hat sich die Band endgültig aufgelöst. Die Nachfolgegruppe MUB konnte an die musikalische Qualität nicht mehr anknüpfen, auch wenn das zweite Album der Gruppe durchaus eigenständig und vom Sound interessant ist.
2008 wurde die Band unter dem Namen Mud Shurko neu gegründet.

## Diskografie
- 2004	Yes We Are A Jazzband (CDR, rec. 1976/77)
- 2004	No Money For A Radio (CDR, rec. 1978/79)
- 2004	Tea At Two (CDR, rec. 1980)
- 2004	What’s The Name (CDR, rec. 1981)
- 2004	Outtakes (CDR, rec. 1977–79)
- 2006	THIS WAS the craft of (CDR, comp. 1977–81)
- 2014	Some Chimeras (CDR, rec. 1977/78)
- 2020	SMASH (LP, Vinyl, comp. rec.1980, Noise Appeal Records / Wien)